# Biska
Biska je domaća rakija koja se priprema od komovice, imele i triju vrsta trava. Tradicionalno se priprema u Istri, a originalni je recept star oko dvije tisuće godina i potječe iz doba Kelta koji su tada obitavali na istarskom poluotoku. Taj je recept pronađen zapisan na glagoljici, te se od tada biska priprema na svoj izvorni način.
Lišće i cvijet imele se najprije suše na suncu da bi se dobio koncentrat, zatim se on miješa s domaćom rakijom. Biska je domaći naziv za imelu (Viscum album) čija su ljekovita svojstva poznata od davnina. Od keltskih Druida, Grka i Rimljana pa do danas, imela je vrlo cijenjena.
Poznata kao jedna od tri istarske rakije s medenicom i rudom.